# NGC 2840
NGC 2840 este o galaxie LINER situată în constelația Linxul. A fost descoperită în 10 martie 1790 de către William Herschel. Se află la o distanță de 96,38 de megaparseci de Pământ.